# Chaetarcturus globicaudis
Chaetarcturus globicaudis är en kräftdjursart som först beskrevs av Oleg Grigor'evich Kussakin 1982.  Chaetarcturus globicaudis ingår i släktet Chaetarcturus och familjen Antarcturidae. Inga underarter finns listade i Catalogue of Life.